# Russell Baker
Russell Wayne Baker (Condado de Loudoun, 14 de agosto de 1925 - Leesburg, 21 de janeiro de 2019) foi um escritor estadunidense.
Recebeu o Prémio Pulitzer de Comentário em 1979 e o Prémio Pulitzer de Biografia ou Autobiografia em 1983 por Growing Up.